# Distretto di Ômnôgov'
Il distretto di Ômnôgov' è uno dei diciannove distretti (sum) in cui è suddivisa la provincia dell'Uvs, in Mongolia. Conta una popolazione di 4.192 abitanti (censimento 2014). 